# 匈牙利国旗
匈牙利国旗（匈牙利語：Magyarország zászlója）是红白绿横排三色旗。1848年匈牙利革命时起有此国旗样式，目前的样式于1957年10月1日正式启用。

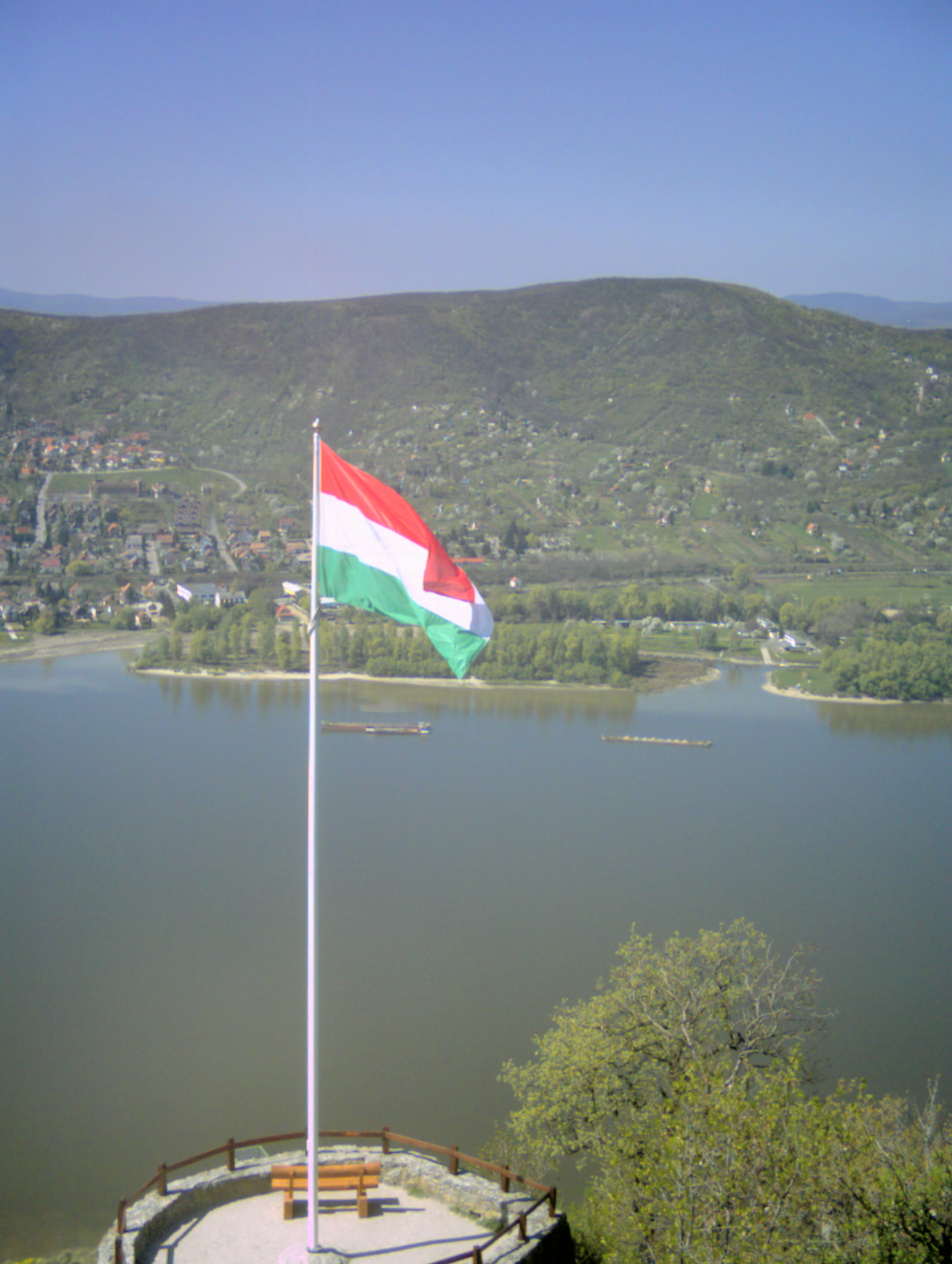
飘扬的匈牙利国旗

## 现行国旗

### 起源
- 现今的匈牙利国旗始于公元1848年前的民族独立运动。此次运动的高潮则是1848年匈牙利革命，不仅要求推翻君主制、建立共和国，也是一次反抗哈布斯堡王朝的民族运动。因此这面旗帜借鉴了法国国旗和法国大革命的思想，红白绿三色则来自历史上的匈牙利国徽——在15世纪中期首次以该形象出现，除了小细节外与现行国徽基本相同，分块源于12世纪晚期、13世纪中期匈牙利立国王朝首次出现的徽章。另有资料称距今最近的匈牙利三色旗在1608年就已出现。因此，匈牙利国旗源于18-19世纪民族独立共和运动（形式和三色）和中世纪的匈牙利（颜色）。

- 浪漫时期的民间传说为三色赋予了意义：红色象征力量，白色象征信念，绿色象征希望。另外的说法是红色象征为祖国洒下的热血，白色象征自由，绿色象征大地和匈牙利的牧场。

### 演变
- 红白绿三色旗成为1848-1849年反抗哈布斯堡王朝的革命的国家主权象征。革命失败后，这面旗就被禁止使用了。不过在1867年的大妥协后，红白绿三色旗不仅获得合法地位，更成为匈牙利的正式旗帜，旗帜中央增加了由天使守护的匈牙利小国徽。这面旗帜使用至1918年奥匈帝国解体。

- 奥匈帝国瓦解后的1918年至1920年间极为混乱，这期间的旗帜或许有一些无从考证的小变动，不过红白绿三色的整体布局从未改变，改变的可能只有旗中央的徽记。1919年，享寿仅四个半月的匈牙利苏维埃共和国倒是一个例外，这个政权使用红旗作为国旗。

- 1920-1944或1945年的国旗或许是带有小国徽的三色旗，但没有守护者。

- 1946至1949年间，徽章顶部的王冠被去掉。

- 1949年，国旗中央改为拉科西时代的匈牙利国徽。

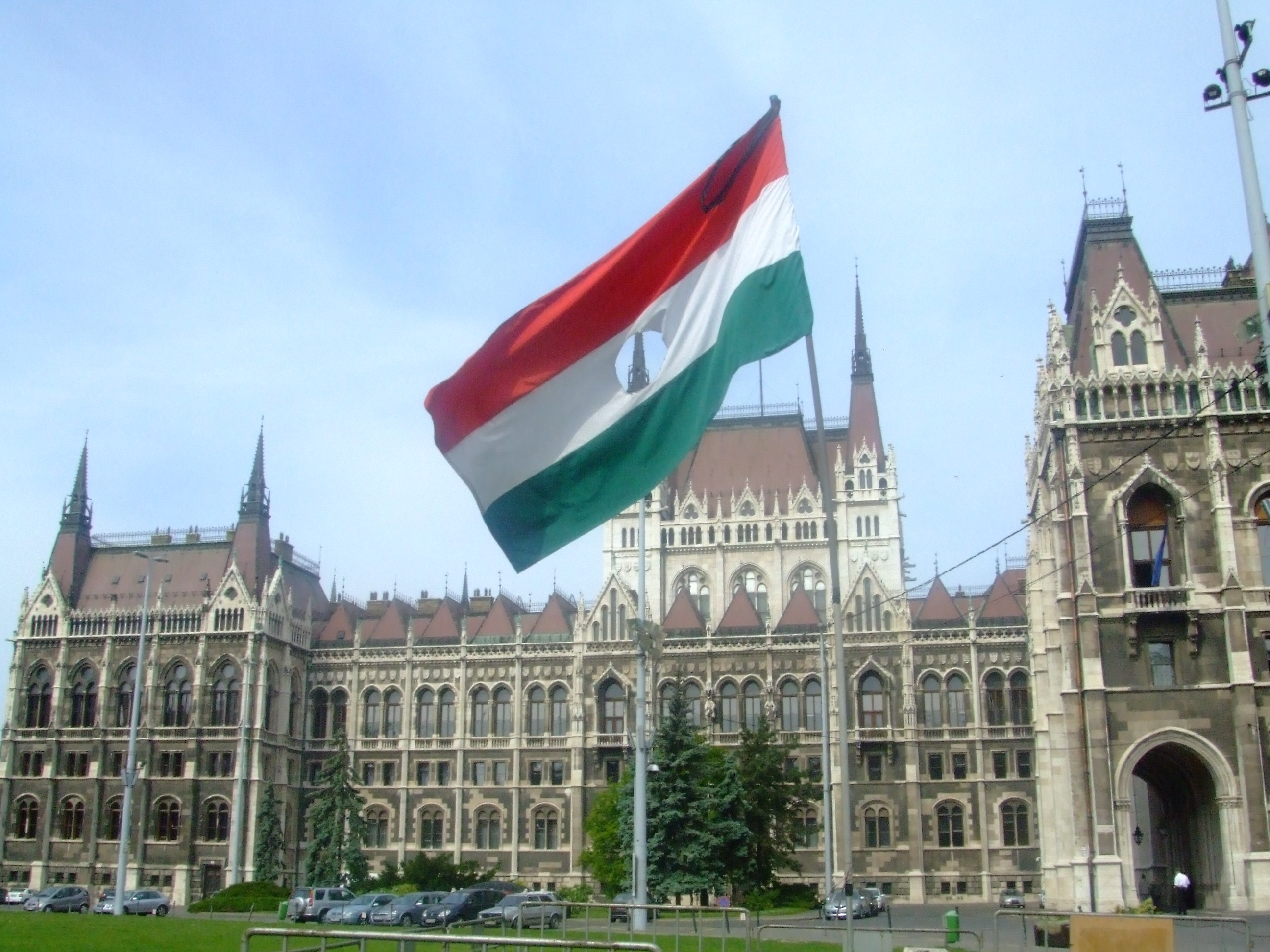
匈牙利十月事件起義者使用的旗幟在匈牙利國會大廈

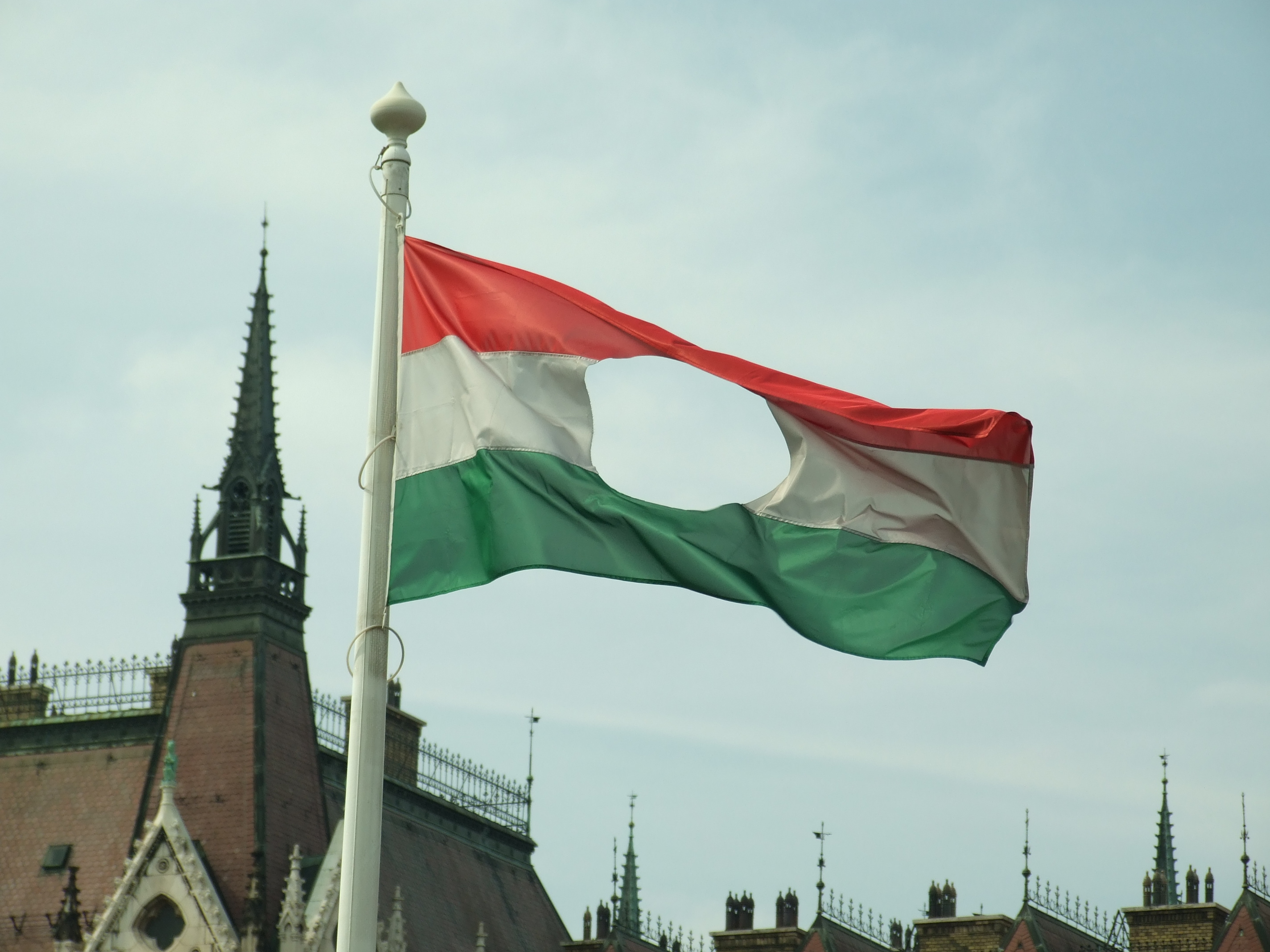
飘扬在布达佩斯的匈牙利国旗（带洞）

- 1956年，匈牙利十月事件期间，反抗者将当时国旗上的国徽抠掉，留下一个圆孔。这种国旗成为这次运动的象征。几个月后，新政府再次将国旗中间的徽章更换为没有王冠的小国徽。

- 1957年，苏军平定十月事件之后，匈牙利社会主义工人党上台并设计了“新”国徽，但并未正式加在国旗上。因此1957年后的匈牙利正式国旗为纯粹的红白绿三色旗。

- 1989年东欧剧变之后，这面旗也没有任何修改，因为旗上没有任何共产主义的标记。

- 几年前标志委员会曾建议将国徽作为州旗的一部分，但国旗不变。这一提议并未依法通过，但大部分旗帜允许添加国徽。

### 准确描述和立法
- 宪法中并未提及国旗长宽比。不过1957年的一部法律似乎仍然有效，该法律规定海上商船应悬挂2:3比例的红白绿三色旗。

- 根据2000年的一项政府法令（宪法和1995/2000年的法律中均无规定），政府建筑使用的国旗比例是1:2。

简而言之：
- 红白绿三色旗。实际上因1995/LXXXIII §11（3）“（3） 在（1）和（2）所述的情况下，也可使用历史上所用的国徽和国旗”的法律规定而可能有很多变体，因为1995/LXXXIII §11（1）规定：“（1）为声明属于国家的目的，个人可在本法限限定范围之内使用国徽和国旗。”
- 红白绿三色旗，1:2比例（2000年法令规定）。根据1995/LXXXIII §11（4），匈牙利正式国徽可缀于其上。
- 白底，旗边为绿红交替的小火舌（波浪状三角），国徽位于中央，左侧为橡树枝围绕，右侧为橄榄枝围绕。未规定比例（1995/LXXXIII §8（1））
- 2:3（1957年法律规定）红白绿三色旗（现有一支商船队）
- 未知或无详细说明；匈牙利为内陆国，可能没有国有船只。
- 白底，旗边为绿红交替的小三角，国徽在旗面靠近旗杆的1/3处。未规定比例（1995/LXXXIII §8（2））

## 設計
| 1:2版本 |
| 2:3版本 |

### 顏色
| 顏色標準     | 紅        | 白          | 綠        |
| ------------ | --------- | ----------- | --------- |
| Pantone      | 18-1660   |             | 18-6320   |
| 網頁顏色標準 | #CE2939   | #FFFFFF     | #477050   |
| RGB          | 206-41-57 | 255-255-255 | 71-112-80 |

## 歷代國旗（或代表性旗帜）

### 君主國時代
| 國旗                                                                  | 國家                        | 使用年份及備註                                                          |
| --------------------------------------------------------------------- | --------------------------- | ----------------------------------------------------------------------- |
| Flag of Hungary (11th c. - 1301)                                      | 阿尔帕德王朝                | 阿尔帕德9世纪-1301年的传统条纹旗                                        |
|                                                                       | 匈牙利公国                  | 匈牙利公国（895-1000）的代表性旗帜                                      |
|                                                                       | 匈牙利王国                  | 匈牙利王国（1000-1301）的王国旗帜,旗帜同匈牙利大公国                    |
| Flag of Hungary (11th-12th century)                                   | 匈牙利王国                  | 1046年-1172年                                                           |
|                                                                       | 匈牙利王国                  | 贝拉三世治下（1172-1196）的匈牙利王国王室旗帜                           |
|                                                                       | 匈牙利王国                  | 13世纪的匈牙利王国王室旗帜                                              |
|                                                                       | 匈牙利王国                  | 安茹-西西里王朝治下（1301-1382）的匈牙利王国王室旗帜                    |
|                                                                       | 匈牙利王国                  | 西吉斯蒙德治下（1387-1437）的匈牙利王国王室旗帜                         |
|                                                                       | 匈牙利王国                  | 乌拉斯洛一世治下（1440-1444）的匈牙利王国王室旗帜                       |
|                                                                       | 匈牙利王国                  | 图卢齐匈牙利编年史中的战役插图上的匈牙利旗帜                            |
|                                                                       | 匈牙利王国                  | 马加什一世治下（1458-1490）的匈牙利王国王室旗帜之一                     |
|                                                                       | 匈牙利王国                  | 马加什一世治下（1458-1490）的匈牙利王国王室旗帜之一                     |
|                                                                       | 匈牙利王国                  | 乌拉斯洛二世治下（1490-1516）的匈牙利王国王室旗帜                       |
|                                                                       | 匈牙利王国                  | 拉约什二世治下（1516-1526）的匈牙利王国王室旗帜                         |
| Flag of the Habsburg Monarchy                                         | 匈牙利王国                  | 哈布斯堡匈牙利在1526年-1867年使用的旗帜，同哈布斯堡王朝                 |
| Coa Hungary Country History John I of Hungary (Szapolyai) (1526-1540) | 东匈牙利王国                | 东匈牙利王国（1526年–1551年，1556年–1570年）                            |
| Ottoman empire                                                        | 布达省                      | 布达省在1541年–1686年使用的国旗，同奥斯曼帝国国旗                       |
|                                                                       | 外西凡尼亚公国 (奥斯曼帝国) | 奥斯曼帝国附庸国特兰希瓦尼亚国旗（1570-1711）                           |
| Thokoly imre zaszlaja                                                 | 上匈牙利公国                | 奥斯曼帝国附庸国上匈牙利国旗（1682-1685）                               |
|                                                                       | 匈牙利王国                  | 拉科齐独立战争期间（1703-1711）升起的匈牙利旗帜                         |
|                                                                       | 匈牙利王国                  | 18世纪-1848年哈布斯堡王朝旗帜 以及1849年-1867年间在匈牙利王国中使用     |
|                                                                       | 匈牙利王国                  | 1848年匈牙利革命期间使用的旗帜                                          |
|                                                                       | 匈牙利国                    | 1848年匈牙利革命期间成立的匈牙利国（1849）的国旗                        |
|                                                                       | 匈牙利王國                  | 1848年-1849年以及1867年-1869年之间的匈牙利王国国旗                      |
|                                                                       | 匈牙利王国                  | 1869年-1874年带有匈牙利小徽章的匈牙利王国的标志                         |
|                                                                       | 匈牙利王国                  | 1874年-1896年匈牙利王国国旗                                             |
|                                                                       | 匈牙利王国                  | 1896年-1915年匈牙利王国国旗                                             |
|                                                                       | 匈牙利王国                  | 匈牙利王国国旗的一种变体 在1896年-1915年使用 （為奥匈帝国的一部分）     |
|                                                                       | 匈牙利王国                  | 1867年－1918年匈牙利王国国旗 （為奥匈帝国一部分）                       |
|                                                                       | 匈牙利王国                  | 匈牙利王国国旗的一种变体 1915年-1918年匈牙利王国国旗                    |
|                                                                       | 匈牙利王国                  | 1915年-1918年匈牙利王国国旗                                             |
|                                                                       | 匈牙利王国                  | 1915年－1945年匈牙利王国国旗 带有国徽（也是现在匈牙利的国徽） 比例为2:3 |
|                                                                       | 匈牙利王国                  | 1915年－1945年匈牙利王国国旗 带有国徽（也是现在匈牙利的国徽） 比例为1:2 |

### 第一共和國時代
| 國旗                                     | 國家                            | 使用年份及備註                                                                                          |                                 |
| 匈牙利王国时期（1918年—1946年）          | 匈牙利王国时期（1918年—1946年） | 匈牙利王国时期（1918年—1946年）                                                                         | 匈牙利王国时期（1918年—1946年） |
| ---------------------------------------- | ------------------------------- | --- | ------------------------------- |
|                                          | 匈牙利民主共和国                | 1918年－1919年，比例为2:3                                                                               |                                 |
|                                          | 匈牙利民主共和国                | 1918年－1919年，比例为1:2                                                                               |                                 |
|                                          | 匈牙利王国                      | 1920年－1937年和1946年使用，正式国旗中有匈牙利国徽，一般如此                                            |                                 |
| 匈牙利法西斯时代（1935年-1945年）        |                                 | |                                 |
|                                          | 匈牙利民族团结政府              | 1935年-1945年使用，为极端政府箭十字党使用的党旗，1945年废止                                             |                                 |
|                                          | 匈牙利民族團結政府              | 1937年－1942年使用，为极端政府箭十字党傀儡政府使用的第一版旗帜，1942年被废止                            |                                 |
|                                          | 匈牙利民族团结政府              | 1939年-1945年使用，旗帜跟匈牙利王国是一致的，1945年废止，极端政府匈牙利民族团结政府使用的旗帜           |                                 |
|                                          | 匈牙利民族团结政府              | 1940年-1941年，1944年提议旗帜，是由匈牙利政治家Sándor Széll提出的一面极端政府匈牙利民族团结政府国旗设计 |                                 |
|                                          | 匈牙利民族团结政府              | 1942年-1945年使用的箭十字党第二版旗帜, 1945年被废止                                                     |                                 |
| 匈牙利社会主义联邦苏维埃共和国（1919年） |                                 | |                                 |
|                                          | 匈牙利社会主义联邦苏维埃共和国  | 红旗，1919年使用                                                                                        |                                 |
|                                          | 匈牙利苏维埃共和国              | 红旗，1919年使用                                                                                        |                                 |
|                                          | 斯洛伐克苏维埃共和国            | 红旗，1919年使用                                                                                        |                                 |
|                                          | 德布勒森                        | 此为1944年-1947年苏联扶植的德布勒森政府使用的旗帜，同匈牙利民主共和国                                   |                                 |
|                                          | 德布勒森                        | 此为1945年的德布勒森政府使用的旗帜，同匈牙利第三共和国                                                  |                                 |

### 第二、人民、第三共和國時代
| 國旗                              | 國家                              | 使用年份及備註                                                            |                                   |
| 匈牙利第二共和国（1946年—1949年） | 匈牙利第二共和国（1946年—1949年） | 匈牙利第二共和国（1946年—1949年）                                         | 匈牙利第二共和国（1946年—1949年） |
| --------------------------------- | --------------------------------- | ------------------------------------------------------------------------- | --------------------------------- |
|                                   | 匈牙利第二共和国                  | 1946年－1949年和1956年－1957年的国旗                                      |                                   |
|                                   | 匈牙利第二共和国                  | 1946－1949年和1956－1957年的国旗                                          |                                   |
| 匈牙利人民共和国（1949年—1990年） |                                   |                                                                           |                                   |
|                                   | 匈牙利人民共和国                  | 1949年的国旗草案，带有红色五角星                                          |                                   |
|                                   | 匈牙利人民共和国                  | 1949－1956年的国旗，带有拉科西时代的国徽                                  |                                   |
|                                   | 匈牙利人民共和国                  | 1949年－1956年的国旗，带有拉科西时代的国徽                                |                                   |
|                                   | 匈牙利人民共和国                  | 拉科西时代的国徽被去掉的国旗，成为匈牙利十月事件的象征                    |                                   |
|                                   | 匈牙利人民共和国                  | 拉科西时代的国徽被去掉的国旗，成为匈牙利十月事件的象征                    |                                   |
|                                   | 匈牙利人民共和国                  | 1957年－1989年的非正式国旗 正式国旗中没有卡达尔时代的国徽，但一般如此描述 |                                   |
| 匈牙利第三共和国（1990年—）       |                                   |                                                                           |                                   |
| Unofficial civil flag of Hungary  | 匈牙利第三共和国                  | 1990年采用的1990年版本匈牙利国旗                                          |                                   |
|                                   | 匈牙利人民共和国 匈牙利第三共和国 | 1957年-                                                                   |                                   |

### 其他旗幟
- 匈牙利君主旗帜（1939－1945年）
- 匈牙利元首旗帜（1939－1945年）
- 匈牙利总统旗帜（1948－1950年）
- 匈牙利总统旗帜（1990－2012年）
- 匈牙利总统旗帜
- 匈牙利劳动青年联盟
- 匈牙利劳动青年联盟
- 阿爾帕德條紋旗

## 建议旗帜
| 旗帜   | 日期                               | 使用                       | 描述                                                                           | 比例 |
| ------ | ---------------------------------- | -------------------------- | ------------------------------------------------------------------------------ | ---- |
|        | 1794年                             | 伊格纳克·马丁诺维奇的提议  | 绿、红、白三色水平排列。                                                       | 2:3  |
|        | 1941年                             | 桑多尔·塞尔的提议          | 七条水平条纹，红白相间。                                                       | 1:2  |
| 1944年 | 萨拉西政府提出的“旧匈牙利国旗”提案 |                            | 七条水平条纹，红白相间。                                                       | 1:2  |
|        | 1949年                             | 匈牙利人民共和国国旗提案   | 红、白、绿三色水平旗，中央有一颗带金边的红星。                                 | 2:3  |
|        | 1873年                             | 布达佩斯拟议旗帜           | 红色、黄色和天蓝色的水平三色旗，黄色底面上有红色、白色和绿色的水平三色旗。     | 2:3  |
|        | 1990年                             | 洪维德河舰队拟议的礼仪旗帜 | 白色旗帜边缘为红绿相间的“狼牙”图案，旗杆一侧绘有州徽，周围环绕着橡木和橄榄枝。 | 2:3  |

### 匈牙利文
- 匈牙利共和国宪法（1949/XX法律）
- 1995/LXXXIII法律 （页面存档备份，存于）
- 2000/XXXVIII法律 （页面存档备份，存于）

1. 1 2 3 4  Horváth, Zoltán (1995). A zászlók kialakulása és fejlődése a kezdetektől napjainkig [The formation and development of flags from the beginning to the present day] (in Hungarian). Budapest: Zászlókutató Intézet. pp. 13–14.
2. ↑  Nemzeti Infokommunikációs Szolgáltató Zrt. . nemzetijelkepek.hu.   [2025-07-21]. （原始内容存档于2022-04-07） （匈牙利语）.
3. ↑  . www.crwflags.com.   [2025-07-21].
4. ↑  Somogyi, Győző (2011). Magyar hadizászlók (in Hungarian). Budapest: Cser Kiadó. p. 22. ISBN 978-963-278-194-5.
5. ↑  Somogyi, Győző (2011). Magyar hadizászlók (in Hungarian). Budapest: Cser Kiadó. p. 25. ISBN 978-963-278-194-5.
6. ↑  Somogyi, Győző (2011). Magyar hadizászlók (in Hungarian). Budapest: Cser Kiadó. pp. 27–28. ISBN 978-963-278-194-5.
7. ↑  Somogyi, Győző (2011). Magyar hadizászlók (in Hungarian). Budapest: Cser Kiadó. pp. 27–28. ISBN 978-963-278-194-5.
8. ↑  Horváth, Zoltán (1995). A zászlók kialakulása és fejlődése a kezdetektől napjainkig (in Hungarian). Budapest: Zászlókutató Intézet. p. 14.
9. ↑  Somogyi, Győző (2011). Magyar hadizászlók (in Hungarian). Budapest: Cser Kiadó. p. 38. ISBN 978-963-278-194-5.
10. ↑  Csákváriné Kottra, Györgyi (2011). Magyar zászlók a honfoglalástól napjainkig (in Hungarian). Budapest: Hadtörténeti Intézet és Múzeum. p. 33. ISBN 978-963-09-6494-4.
11. ↑  "Rákóczi fejedelem zászlaja". Magyar Nemzeti és Történelmi Jelképek (in Hungarian). Retrieved 15 March 2019.